# 山西焦煤
37°51′19″N 112°31′21″E / 37.85535°N 112.52253°E
山西焦煤集团有限责任公司，简称山西焦煤，组建于2001年10月，总部位于中國山西省太原市，是一家国有独资企业。主要从事煤炭开采、煤炭加工、煤炭销售、机械修造、化工建材、公路货运、煤炭技术开发与服务等。焦煤集团是目前全国规模最大、品种最全的优质炼焦煤生产企业和炼焦煤市场主供应商，在煤种和煤质上有独特优势。炼焦煤生产能力位居全国第一。煤炭资源分布于西山、霍西、河东、沁水、宁武五大煤田，有六大主力生产和建设矿区，主要矿厂分布在太原、晋中、临汾、运城、吕梁、长治、忻州7个地市的29个县区。
在2021年财富世界500强中排403位，截止2012年12月31日止，营业收入为286.463亿美元，折合人民币1807亿元。
山西焦煤集团拥有三家上市公司：山西焦化、西山煤电和南风化工。

## 沿革
前身是成立于1956年的西山矿务局、汾西矿务局和成立于1958年的霍州矿务局。
2001年10月16日由西山煤电、汾西矿业和霍州煤电为主体组建。公司实行母子公司体制，子公司主要有西山煤电股份有限公司、汾西矿业（集团）公司、霍州煤电集团公司、太原矿山机器集团有限公司、山西煤矿机械制造有限公司、进出口有限公司等，分公司主要有西山煤矿总公司、煤炭销售总公司等，与中煤能源集团公司各持有华晋焦煤公司50%的股份，总部设在山西太原市。
2017年8月，山西省国资委将焦煤集团100%股权划转至山西省国有资本投资运营有限公司，焦煤集团成为山西国投全资子公司，实际控制人仍为山西省国资委。
截至2019年3月末，焦煤集团拥有96座矿井，煤田面积合计2203.47平方公里，年生产能力1.84亿吨，在七家山西省属煤企中位居第一，资源储量合计216.96亿吨，可采储量114.22亿吨。
2021年6月28日，山西省国资运营公司召开涉煤企业专业化重组签约会议，晋能控股、山西焦煤、潞安化工、华阳新材四户企业签订有关协议，标志着省属国企战略重组全面落地突破了关键瓶颈。